# Куртене, Томас, 14-й граф Девон
Томас де Куртене (англ. Thomas Courtenay; 1432 — 3 апреля 1461, Йорк, Йоркшир, Королевство Англия) — английский аристократ, 14 граф Девон и 7-й барон Куртене. Унаследовал отцовские титулы и владения на юго-западе Англии после смерти отца в 1458 году. Продолжил давнюю вражду с Уильямом Бонвиллом, добился его казни после второй битвы при Сент-Олбансе. В Войнах Алой и Белой розы примкнул к Ланкастерам, с которыми был связан близким родством. Попал в плен к йоркистам в битве при Таутоне и был обезглавлен.

## Биография
Томас Куртене принадлежал к знатному роду французского происхождения, представители которого при Джоне Безземельном обосновались в Девоне, а позже стали наиболее влиятельными землевладельцами Юго-Западной Англии. С 1335 года Куртене носили титул графов Девона; по женской линии их родословная восходила к одной из дочерей короля Эдуарда I. Томас, родившийся в 1432 году, был старшим из трёх сыновей Томаса де Куртене, 13 графа Девона, и Маргарет Бофорт. Его младшими братьями были Генри и Джон.
Ещё при жизни отца Томас принимал активное участие в делах семьи. В это время Куртене оказались ввязаны в масштабный конфликт с Уильямом Бонвиллом, 1-м бароном Бонвиллом, оспаривавшим их влияние в юго-западных графствах; 23 октября 1455 года Томас со своими людьми жестоко убил одного из ближайших советников Бонвилла, правоведа Николаса Рэдфорда, и разграбил его поместье Аппекот в Девоншире. Вскоре после этого граф Девон и его сыновья ввели войско в Эксетер, где творили, по словам одного из современником, «ужасающие беззакония». Ричард Йоркский, претендовавший на власть при слабом короле Генрихе VI, использовал эти события, чтобы в том же году добиться полномочий лорда-протектора: он пообещал парламенту, что наведёт в королевстве порядок.
Центральная власть так и не вмешалась в происходящее в Девоншире. Куртене и Бонвиллы, оказавшись перед угрозой вмешательства протектора, на время остановили свою распрю. Ричард вскоре был лишён власти, но продолжил борьбу. Англия оказалась втянутой в гражданскую войну, позже ставшую известной как Войны Алой и Белой розы. В ней графы Девон примкнули к ланкастерской партии, с руководителями которой находились в близком родстве: Эдмунд Бофорт, 2-й герцог Сомерсет, приходился Томасу Куртене родным дядей. Уильям Бонвилл соответственно занял сторону Йорков.
После смерти отца 3 февраля 1458 года Томас унаследовал все его владения и титулы. В 1460 году йоркисты разбили королевскую армию при Нортгемптоне, фактически взяли короля в плен и особым парламентским актом объявили Ричарда Йоркского наследником престола. Ланкастеры с этим не смирились. Жена Генриха VI Маргарита Анжуйская приказала преданным ей лордам собирать войска и идти в Йоркшир; такой приказ получил и Куртене, который в декабре 1460 года уже находился на севере. 30 декабря в битве при Уэйкфилде йоркисты были наголову разгромлены, причём, помимо Ричарда Йоркского, в схватке погибли двое Бонвиллов — сын и внук барона Уильяма. Одержав эту победу, ланкастерские лорды, включая Девона, двинулись на Лондон. Во второй битве при Сент-Олбансе 17 февраля 1461 года они разбили йоркиста Ричарда Невилла, 16-го графа Уорик. В этом сражении попал в плен барон Бонвилл, на следующий день осуждённый за измену и обезглавленный. Предположительно именно Куртене добился казни барона, хотя король, при Сент-Олбансе снова попавший в руки ланкастерской партии, был готов помиловать пленника.
Победители решили не пытаться занять столицу и отошли на север. Там 29 марта 1461 года произошла решающая битва при Таутоне. Ланкастеры были наголову разбиты, Томас Куртене, несмотря на полученный йоркистами приказ не давать пощады людям благородного происхождения, попал в плен. 3 апреля в Йорке ему отрубили голову.

## Семья и наследство
Вскоре после 9 сентября 1456 года Куртене женился на Марии Анжуйской, внебрачной дочери Карла IV, графа Мэна, и соответственно двоюродной сестре Маргариты Анжуйской. По-видимому, именно она — упомянутая у одного хрониста «графиня Девонширская», которую йоркисты взяли в плен после битвы при Тьюксбери 4 мая 1471 года. Этот брак остался бездетным, владения и титулы графа Томаса были конфискованы согласно специальному парламентскому акту, принятому в ноябре 1461 года. С точки зрения Ланкастеров законными наследниками были сначала Генри Куртене (его обезглавили в 1466 году), а потом Джон Куртене, вступивший в свои права в 1470 году, но погибший при Тьюксбери. После смерти Джона старшая ветвь рода прервалась, при Тюдорах очередным графом Девон стал представитель младшей ветви.